# Стефано Россіні
Стефано Россіні (італ. Stefano Rossini; нар. 2 лютого 1971, В'ядана) — італійський футболіст, що грав на позиції захисника. По завершенні ігрової кар'єри — тренер.

## Клубна кар'єра
Народився 2 лютого 1971 року в місті В'ядана. Вихованець футбольної школи клубу «Інтернаціонале».
У дорослому футболі дебютував 1987 року виступами за «Парму», в якій провів два сезони, взявши участь у 28 матчах Серії Б, після чого повернувся в рідне «Інтернаціонале», з яким дебютував у Серії А, провівши 14 ігор в сезоні 1989/90, але так і не зумів нав'язати конкуренцію досвідченому Андреасу Бреме. Через це Россіні віддавали в оренду в клуби «Фіорентина», «Парма» та «Удінезе». Повернувшись 1992 року в «Інтернаціонале», він став виступати ще рідше і, зігравши лише 3 гри у чемпіонаті наступного сезону, по закінченні сезону повернувся в «Удінезе».
Після вильоту «Удіне» з Серії А в сезоні 1993/94, Россіні перейшов у «П'яченцу», за яку виступав два сезони, а у 1996 році перейшов в «Аталанту», за яку грав до листопада 1997 року, коли перейшов у «Лечче». Той сезон «Лечче» закінчило на передостанньому місці і покинуло Серію А.
В жовтні 1998 року Россіні перейшов у «Дженоа» з Серії Б, де провів три наступні сезони, що стало найтривалішим виступом Россіні в одному клубі за всю кар'єру. Більшість часу, проведеного за генуезький клуб, був основним гравцем захисту команди.
У сезоні 2001/02 виступав у Серії Б за «Тернану», після чого повернувся в «Дженоа», де провів ще один сезон. Влітку 2003 року він приєднався до «Комо», але у першому ж сезоні клуб вилетів до Серії С1, після чого Стефано покинув клуб і півроку був без команди. Лише у грудні 2004 року він став гравцем «Кремонезе» з Серії C1, якій допоміг вийти у Серію Б, втім там команда виступала невдало і відразу вилетіла назад, а Стефано покинув клуб.
У листопаді 2006 року він переїхав до «Реджяни», але наприкінці сезону він знову опинився без контракту. У січні 2008 року він підписав контракт з клубом Серії C2 «Піццигеттоне», де і закінчив свою професійну кар'єру влітку того ж року. В подальшому грав за низку аматрських нижчолігових італійських клубів.

## Виступи за збірні
Протягом 1988—1992 років залучався до складу молодіжної збірної Італії, з якою став півфіналістом молодіжного чемпіонату Європи 1990 року та переможцем наступного молодіжного чемпіонату Європи 1992 року. На молодіжному рівні зіграв у 26 офіційних матчах, забив 2 голи.
Також 1992 року захищав кольори олімпійської збірної Італії на футбольному турнірі Олімпійських ігор 1992 року у Барселоні.

## Кар'єра тренера
Розпочав тренерську кар'єру у червні 2013 року, очоливши клуб «Рояле Фйоре» з Еччеленци Емілія-Роман'я, але був звільнений вже в жовтні після п'яти поразок в перших шести матчах сезону.
В подальшому увійшов до структури «Павії», де став працювати з молодіжними командами. 13 грудня 2015 року на один матч став. в.о. головного тренера після звільнення Мікеле Марколіні, але вже 20 грудня головним тренером був призначений Фабіо Бріні. Втім новий тренер протримався у клубі лише до березня, після чого Россіні знову повернувся до керівництва першою командою, на цей раз до кінця сезону, але так і не зумів вивести клуб до Серії Б.
5 жовтня 2017 року очолив клуб Серії D «Вігор Карпането».

## Титули і досягнення
- Чемпіон Європи (U-21) (1):

Італія (U-21): 1992